# Bohdíkov
Bohdíkov (en allemand : Märzdorf) est une commune du district de Šumperk, dans la région d'Olomouc, en République tchèque. Sa population s'élevait à 1 270 habitants en 2023.

## Géographie
Bohdíkov se trouve à 7 km au nord-ouest de Šumperk, à 53 km au nord-ouest d'Olomouc et à 177 km à l'est de Prague.
La commune est limitée par Malá Morava au nord-ouest, par Hanušovice au nord-est, par Kopřivná, Bratrušov et Šumperk à l'est, par Ruda nad Moravou au sud et à l'ouest.

## Histoire
La première mention écrite de la localité date de 1351.

## Transports
Par la route, Bohdíkov se trouve à 11 km de Šumperk, à 68 km d'Olomouc et à 234 km de Prague.